# Trýpes
Trýpes (Idioma griego: Τρύπες "agujeros") fue una banda de rock muy influyente en Grecia originaria de Tesalónica. Gianis Aggelakas fue su vocalista, quien dio a las canciones un característico registro de voz. La banda mezclaba música post-punk, rock alternativo y experimental. Algunos álbumes suyos, como Enia pliromena tragoudia y Kefali gemato chrysafi, son considerados obras maestras de la discografía rock griega.

## Historia
Trýpes fue creada en 1983 cuando Giorgos Karras y Giannis Aggelakas escribieron su primera música de género post-punk.
Michalis Kanatidis (guitarrista) y Kostas Floroskoufis (batería) les acompañaron en su primera aparición. En 1984 Babis Papadopoulos sustituyó a Michalis como guitarrista y en 1985 grabaron su primer álbum, Trypes, en el cual incluyeron su primer "hit", "Ταξιδιάρα Ψυχή" (Taksidiara Psichi) para los Ano-Kato Records. El álbum vino seguido de diversas actuaciones en directo en el club "Selini", el campus de la universidad de Tesalónica. Kostas Floroskoufis fue pronto sustituido por Giorgos Tolios. Los conciertos se dieron en el "Rodeo club" de Atenas y un amfiteatro abierto en Lykavittos, donde fueron teloneros en un acto de Dimitris Poulokakos.
Mientras tanto, la relación profesional de la banda con Ana-Kato Regords se estaba volviendo un tanto agria. Decidieron ir independientemente y con dinero prestado la banda grabó su segundo disco "Πάρτυ στο 13ο όροφο" (Party sto dekato trito orofo) el cual fue publicado por los Virgin Records. El álbum fue muy exitoso y figuró en el Top five de los mejores álbumes de rock de todos los tiempos de Grecia en 2006.
En 1990 realizaron su tercer álbum "Τρύπες στον Παράδεισο" (Trypes ston paradiso) y también llevaron a cabo su primer concierto fuera de Grecia, en Belfort, Francia. Por aquel entonces, el guitarrista Asklipios Zambetas se unió a la banda.
El cuarto álbum se hizo en 1993, titulado "9 Πληρωμένα τραγούδια" (9 Pliromena tragoudia). Una actuación en Lykavittos reunió a unos 10.000 espectadores.
En 1994 realizaron un doble álbum con actuaciones en directo llamado "Κράτα το Σώου μαϊμού" (Krata to show maimou) con grabaciones de 4 conciertos en el "Rodon club" y otras 5 actuaciones. Ambos álbumes, junto al soundtrack de la película H epohi ton dolofonon tuvieron muchas ventas. Los conciertos del año 1995fueron vendidos por toda Grecia, tanto en Tesalónica (Mylos club) como Atenas ( Rodon club) y también llegaron a Inglaterra. Llegaron a actuar en Mánchester
El quinto álbum fue "Κεφάλι γεμάτο χρυσάφι" (Kefali gemato chrysafi) hecho en 1996 y fue un éxito comercial. El último álbum de Trýpes  fue titulado "Μέσα στη νύχτα των άλλων" (Mesa sti nychta ton allon) y fue realizado en 1999. La banda anunció su separación poco después de realizar el álbum. Todos los integrantes iniciaron su carrera en solitario, siendo el vocalista Giannis Agelakkas el de más renombre en Grecia.

## Discografía
- Trypes (1985)
- Party sto 13o orofo (1987)
- Trypes ston paradeiso (1990)
- Enia pliromena tragoudia (1993)
- Krata to show maimou (1994)
- Kefali gemato chrisafi (1996)
- Mesa sti nihta ton allon (1999)

## Miembros
| - Giannis Aggelakas - Voz (1983-2001) - Giorgos Karras - Bajo (1983-2001) - Babis Papadopoulos - Guitarra (1984-2001) - Giorgos Tolios - Batería (1986-2001) - Asklipios Zabetas - Guitarra (1991-2001) | - Michalis Kanatidis - Guitarra (1983-1984) - Kostas Floroskoufis - Batería (1983-1986) - Floros Floridis - Saxofón - Giorgos Christianakis - Synthesizer |

- Datos: Q3107174